# Little Snake River
Der Little Snake River (engl. für „kleiner Schlangenfluss“) ist ein etwa 250 Kilometer langer rechter Nebenfluss des Yampa River im Südwesten Wyomings und im Nordwesten Colorados und gehört zum Flusssystem des Colorado Rivers. Der Little Snake River ist nicht schiffbar.
Der Little Snake River entsteht am Zusammenfluss von North Fork und Middle Fork Little Snake River im Routt National Forest im Norden des Routt County in Colorado. Danach fließt er nach Westen entlang der Grenze von Wyoming und Colorado. Im Moffat County macht er eine Kurve nach Südwesten. Ungefähr 72 Kilometer westlich von Craig vor dem Dinosaur National Monument mündet er in den Yampa River.